# Jean-Baptiste Tati Loutard
Œuvres principales
- Nouvelles Chroniques Congolaises (1982)
- Le Récit de la Mort (1987)
- La Tradition du Songe  (1987)

Compléments
- Ancien ministre

Jean-Baptiste Tati Loutard est un écrivain et homme politique brazza-congolais, né le 15 décembre 1938 à Ngoyo dans la commune de Pointe-Noire et décédé le 4 juillet 2009 à Neuilly-sur-Seine. Considéré comme l’une des voix majeures de l’Afrique francophone, il a publié une dizaine de recueils de poésie et obtenu divers prix.

## Le poète
Son activité poétique, déployée sur une trentaine d’années, a donné forme à une réflexion profonde sur l’art et la vie, la nécessaire réconciliation des contraires, la facticité de l’existence et le douloureux passage du temps.
Éminemment lyrique, la poésie loutardienne convoque les éléments de la nature dans un double mouvement contemplatif et réflexif. Parmi les éléments, la mer occupe une place privilégiée, aux côtés de l’élément féminin, abondamment célébré. La petite somme philosophique que constituent les maximes de La Vie poétique trouve des prolongements épars dans l’œuvre en prose.
Jean-Baptiste Tati Loutard en 1975 avec la poétesse Amélia Néné,. Elle lui inspire plusieurs poèmes rassemblés dans Feux de la Planète en 1977 et Dialogue des Plateaux en 1982. En 1998, il publie Le Palmier-lyre, un recueil de poèmes consacré à son souvenir.

## Biographie
Jean-Baptiste Tati-Loutard nait à Ngoyo, un village se trouvant à dix kilomètres de Pointe-Noire à l'époque de sa naissance. Il est le dernier enfant et seul garçon d'une fratrie de six. Son père, Raymond Loutard, décède une année après sa naissance.
Après des études de baccalauréat au lycée Chaminade, dirigé par les marianistes à Brazzaville, Jean-Baptiste Tati-Loutard amorce une première carrière de professeur. De 1961 à 1966, il fait des études de lettres en France (Bordeaux), obtient une licence de lettres modernes (en 1963) et d'italien (en 1964), puis enseigne la littérature et la poésie au Centre d´études supérieures de Brazzaville.
Devenu chef de file du mouvement culturel congolais, Tati-Loutard occupe divers postes de gestion supérieure, notamment directeur de l’Ecole supérieure des lettres, directeur du Centre d’enseignement supérieur de Brazzaville, puis doyen de l'Université des sciences humaines. À partir de 1975, il conjugue la vie littéraire et la vie politique et devient tour à tour ministre de l’Enseignement supérieur, de la Culture, des arts et du Tourisme. Après être retourné à l’enseignement pendant quelques années, il devient ministre des Hydrocarbures en 1997.
Tant dans sa vie d’écrivain que  d’homme politique, Jean-Baptiste Tati Loutard travaille à fournir des réponses africaines aux défis de la condition humaine.

## Œuvres

### Poésie
- 1968 - Poèmes de la Mer, Yaoundé, CLE
- 1968 - Les Racines congolaises, Paris, Pierre-Jean Oswald
- 1970 - L’Envers du Soleil, Paris, PJO
- 1974 - Les Normes du Temps, Lubumbashi, Mont noir
- 1977 - Les Feux de la Planète, Dakar, NEA
- 1982 - Le Dialogue des Plateaux, Paris, Présence africaine
- 1985 - La Tradition du Songe, Paris, Présence Africaine
- 1992 - Le Serpent austral, Paris, Présence Africaine
- 1996 - L’Ordre des Phénomènes, Paris, Présence Africaine
- 1998 - Le Palmier-lyre, Paris, Présence Africaine
- 2007 - Œuvres poétiques, Présence Africaine

### Autres écrits
- 1976 - Anthologie de la littérature congolaise, Paris, C.L.É.
- 1977 - Les Feux de la planète, Nouvelles Editions Africaines
- 1980 - Nouvelles chroniques congolaises, Paris, Présence Africaine
- 1987 - Le Récit de la mort, Paris, Présence Africaine
- 1998 - Fantasmagories, Paris, Présence Africaine
- 2003 - Nouvelle Anthologie de la littérature congolaise, Paris, coll. « Monde noir », Hatier International

## Prix et distinctions
- 1999 -   Prix Tchicaya U Tam'si, pour l'ensemble de son œuvre poétique
- 1992 -   Médaille de Vermeil du rayonnement de la langue française, Académie française, pour l'ensemble de l'œuvre et sa contribution au rayonnement de la langue française
- 1989 -   Palmes violettes, pour sa carrière d'enseignant
- 1987 -   Prix pour la poésie Toute l'Afrique Okigbo, pour La Tradition du Songe  1987
- 1987 -   Grand prix littéraire d'Afrique noire, pour Le Récit de la Mort[7].
- 1982 -   Prix des Lettres Africaines Alioune Diop, pour Nouvelles Chroniques Congolaises 1982
- [1982] - Prix Simba, pour l'ensemble de son œuvre

- Officier de l'ordre des Arts et des Lettres de la République française
- Membre de l'Académie mondiale de poésie
- Membre du Haut-Conseil de la Francophonie

## Citation
« Le poète est ce grand oiseau qui bat des ailes pour éventer le réel afin que celui-ci respire mieux aux yeux de l’homme. »